# Cheungbeia robusta
Cheungbeia robusta é uma espécie de gastrópode do gênero Cheungbeia, pertencente a família Pseudomelatomidae.